# Pedro Halffter
Pedro Halftter Caro (Madrid, 1971) es un director de orquesta y compositor español.

## Biografía
Es hijo del compositor español Cristóbal Halffter y de la pianista María Manuela Caro. Es sobrino-nieto de Rodolfo Halffter y Ernesto Halffter. Estudió bachillerato en la Schule Schloss en Salem (Alemania), en la especialidad de música. Completó su formación en dirección de orquesta con los profesores K. Oesterreicher, J. Calmar, B. Weill Y. Musin y F. Leitner. Posteriormente recibió becas para ampliar estudios en Viena con Leopold Hagger y en Nueva York.
En 1997 consiguió el premio Joven Director de orquesta de la CEE que recibió en Venecia.
Ha dirigido en diferentes escenarios de todo el mundo, como el Musikverein de Viena, la Konzerthaus de Berlín, el Queen Elizabeth Hall de Londres, el Théâtre du Chatelet de París, el Teatro Real de Madrid, la Sala Chaikovski de Moscú o la Opera City Concert Hall de Tokio.
Ha ocupado el podio de orquestas tales como la Philharmonia Orchestra, Symphonieorchester des Bayerischen Rundfunks, Dresdner Philharmonie, Orchestre National du Capitole de Toulouse, Staatskapelle Berlin, Rotterdams Philharmonisch, Deutsches Symphonie Orchester de Berlín, Orchestre Symphonique de Montreal, Orquesta del Maggio Musicale Fiorentino o New Japan Philharmonic, orquesta de la Radio de Baviera, Orquesta de Radio de Frankfurt, Orquesta de Radio de Múnich, Orquesta Filarmónica de Dresde, Orquesta de la Komische Oper de Berlín, Filarmónica de Stuttgart, Sinfónica de Hamburgo, Sinfónica de Praga, Orquesta Sinfónica nazionalle della RAI de Turin, Filarmónica de Estrasburgo, Orquesta Nacional de Lyon, Orquesta Nacional de Lille, Filarmónica de Praga, Filarmónica de Chile, Orquesta y Coro Nacionales de España, Sinfónica de R.T.V.E., Orquesta de la Fundación Teatro Lírico Giuseppe Verdi de Trieste y la Orquesta Filarmónica de Gran Canaria.
También ha dirigido diversas óperas en teatros españoles como el Liceo de Barcelona, Palacio Euskalduna de Bilbao, Teatro Real de Madrid, Teatro de la Maestranza de Sevilla y Teatro Pérez Galdós de Las Palmas de Gran Canaria.
Ha estrenado en España óperas como Dr. Faust de Busoni, La mujer silenciosa de Richard Strauss o Der ferne Klang de Schreker, que también dirigió con gran éxito en la Staatsoper Unter den Linden de Berlín, al igual que Salomé de Strauss o El rey Candaules de Alexander von Zemlinsky y Tannhäuser de Wagner en el Teatro Maestranza de Sevilla,
En 2016 estrenó en el Teatro Real de Madrid una nueva orquestación para El emperador de la Atlántida de Viktor Ullmann.

## Compositor
En el campo de la composición, han estrenado obras suyas la Orquesta Sinfónica de Madrid, la Real Orquesta Sinfónica de Sevilla, el pianista Eleuterio Domínguez y la Sinfónica de Massachusetts, entre otras. Ha compuesto las siguientes obras:
- Cuadro para orquesta
- Armonía de los opuestos
- Lied para orquesta de cuerda
- Dos lieder para piano
- Imagen para orquesta
- Tríptico in memoriam de Fray Luis de León
- Paráfrasis
- Abadón